# Ipomoea ampullacea
Ipomoea ampullacea là một loài thực vật có hoa trong họ Bìm bìm. Loài này được Fernald mô tả khoa học đầu tiên năm 1897.